# گمینا میتکوو
گمینا میتکوو (به لهستانی:  Gmina Mietków) یک گمینا در لهستان است که در شهرستان وروتسواف واقع شده‌است. گمینا میتکوو ۸۳٫۳ کیلومتر مربع مساحت و ۳٬۸۷۶ نفر جمعیت دارد.